# 马立人
马立人（1926年—），男，原籍浙江鄞县，生于上海，中国生物化学、医用分析仪器专家，曾任军事医学科学院研究员，第六、七届全国政协委员。